# Arno Flor
Arno Flor (* 31. Oktober 1925 in Berlin; † 20. November 2008 in Baden-Baden; Pseudonyme: Addy Flor, Addi Flor) war ein deutscher Komponist, Arrangeur, Dirigent und Gitarrist.
Arno Flor studierte in Berlin. Ab 1948 war er als Gitarrist, Arrangeur und Dirigent beim RIAS-Tanzorchester von Werner Müller beschäftigt. Ab 1954 arbeitete er freiberuflich für Franz Thon, Erwin Lehn und Robert Stolz. 1957 unterstützte er Lothar Olias und orchestrierte dessen Filmmusik zu Die große Chance. In den 1960er-Jahren arrangierte er für Martin Böttcher Teile der Filmmusik zu verschiedenen Karl-May-Filmen. Als Orchesterleiter begleitete er zahlreiche bekannte Künstler wie Alexandra, Heidi Brühl, Dorthe, Die 3 Travellers, France Gall, Greetje Kauffeld, Leo Leandros, Vicky Leandros, Gitta Lind, Ulli Martin, Vico Torriani oder Gerhard Wendland bei deren Plattenaufnahmen. Im Januar 1963 nahm Flor gemeinsam mit dem Bossa-Nova-Pionier Luiz Bonfá und Caterina Valente das Album Luiz Bonfá e Caterina Valente in portugiesischer und italienischer Sprache auf.
Daneben gründete Flor in den 1970er-Jahren ein eigenes Tanz- und Unterhaltungsorchester, mit dem er mehrere Alben im Quadrophonie-SQ-Matrix-Verfahren aufnahm. Dabei bearbeitete er mit Vorliebe klassische Themen von Beethoven, Chopin, Tschaikowski oder Verdi.

## Diskographische Hinweise
- Big Band Europe Presents the Great Songs of Europe (SABA, 1965)
- Orchester Addy Flor & The Pete Jacques Orchestra – Twilight Mood (MPS Records, 1968)
- Die großen deutschen Tanzorchester Vol. 1 & 2 (1971–1975)
- Verdi Wonderland 'The Hits of Giuseppe Verdi for Dancing' (BASF, vor 1980)

## Lexikalische Einträge
- Jürgen Wölfer: Jazz in Deutschland. Das Lexikon. Alle Musiker und Plattenfirmen von 1920 bis heute. Hannibal, Höfen 2008, ISBN 978-3-85445-274-4.